# August Ludwig

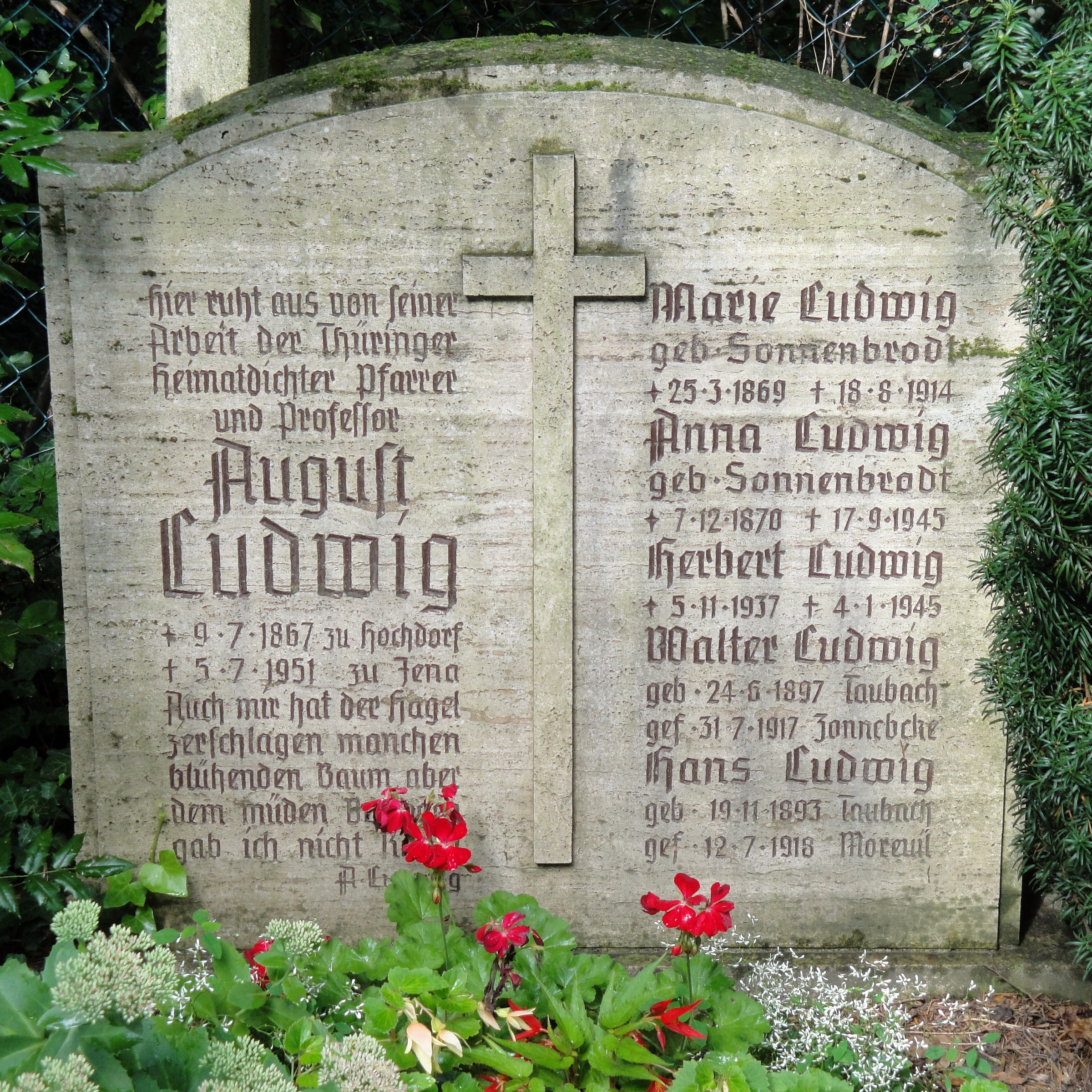
Grab von August Ludwig auf dem Nordfriedhof (Jena)

August Ludwig (* 9. Juli 1867 in Hochdorf bei Blankenhain; † 5. Juli 1951 in Jena) war ein deutscher evangelischer Pfarrer, Bienenforscher und Mundart-Dichter.

## Leben
Ludwig wuchs in Hochdorf auf und legte in Weimar sein Abitur ab. Danach studierte er Evangelische Theologie und wurde Vikar der Thüringer Evangelischen Kirche. Während seines Studiums wurde er 1887 Mitglied der Sängerschaft zu St. Pauli Jena. Nach seiner Ordination wurde er Pfarrer in Taubach bei Weimar. Neben seiner seelsorgerischen Tätigkeit interessierte ihn die ilm-thüringische Mundart, die er den Leuten bei seinen Gemeindebesuchen ablauschte. Er ließ sich viele Anekdoten und „Schnärzchen“ seiner Mitbürger erzählen und veröffentlichte diese erstmals 1922 in dem Band „Wie die Alten sungen“.
Bekannt wurde Ludwig auch durch seine Imkertätigkeit. Um ihr intensiver nachgehen zu können, ließ er sich schon mit 49 Jahren pensionieren. 1916 durfte Ludwig im Grießbach’schen Garten in Jena einen Universitäts-Lehrbienenstand mit 40 bis 50 Völkern einrichten. Dort hielt er 30 Jahre lang, also 60 Semester, für Studierende Vorlesungen über Bienenkunde. Hinzu kamen seine alljährlichen Pfingst- und Sommerlehrgänge, in denen er oft bis zu 300 Imker aus allen Teilen Deutschlands unterrichtete. Die Imker wurden in Theorie und Praxis an dem Lehrbienenstand ausgebildet. 1925 übernahm er, nach Gerstungs Tod, die Schriftleitung der „Deutschen Bienenzucht in Theorie und Praxis“.
Ludwig war in erster Ehe mit Marie Sonnebrodt (1869–1914) verheiratet. Die beiden hatten acht Söhne. Nach dem frühen Tod seiner Frau heiratete Ludwig vermutlich ihre jüngere Schwester, Anna Berta Sonnebrodt (1870–1945).

## Veröffentlichungen
- Unsere Bienen, Berlin : Pfenningstorff, 1. Aufl. [1906], 4. Aufl. 1937
- Am Bienenstand, Berlin : Pfenningstorff, [1970], 15. Aufl.
- Neuzeitliche Weiselzucht, Berlin : Pfenningstorff, [1962], 4. Aufl.
- Die Honigbiene, Wittenberg Lutherstadt : Ziemsen, 1958, 3., neubearb. Aufl.
- Bei uns derheeme, Jena : [Stadtverwaltung] Abt. Volksbildung, [1957]
- Quatschgenkuchen und Muskräppelchen, Leipzig : Hofmeister VEB, 1956
- Die Honigbiene (Apis millifica L.), Leipzig : Geest & Portig, 1952, 2., neubearb. Aufl. von Johannes Otto Hüsing
- Neuzeitliche Weiselzucht, Radebeul : Neumann, 1948
- Bienenstich und andere Thüringer Speise, Jena : Neuenhahn, 1938
- Die Gerstung-Lagerbeute [mit Doppelboden], Oßmannstedt : Dt. Bienenzucht-Zentrale, Edgar Gerstung, 1937
- Der Bien und seine Zucht. Ferdinand Gerstung. Nachdruck der 7. und letzte Aufl. von 1926. Buschhausen, Herten 1. Auflage 2019. ISBN 978-3-946030-51-5
- Muskräppelchen u. a., Jena : Neuenhahn, 1934
- Mohnkuchen und andere Thüringer Speise, Jena : Neuenhahn, 1932
- So ziehet hin, Jena : Neuenhahn, 1932, 2. Aufl.
- Zöppelkuchen u. a. Thüringer Speisen, Jena : G. Neuenhahn, [1930]
- Schnärzchen und Schnurren, Weimar : L. Thelemann, [1928]
- Schnitzer und Schnippchen, Weimar : L. Thelemann, [1928]
- Spackkuchen u. a. Thüringer Speise, Jena : G. Neuenhahn, 1928
- Quatschgenkuchen u. a. Thüringer Speise, Jena : G. Neuenhahn, 1927
- Wie die Alten sungen …, Weimar : A. Duncker, [1922]
- Honigwerbeblatt, Berlin : F. Pfenningstorff, o. J.

## Sekundärliteratur
- Renate Häselbarth: Ferdinand Gerstung und August Ludwig. Thüringer Pfarrer und Bienenväter, in: Von Bienen und Beuten. Das Deutsche Bienenmuseum Weimar (Jubiläumsschrift zum 100jährigen Bestehen des Deutschen Bienenmuseums Weimar), Weimar 2007, S. 11–16.
- Erwin J. Hentschel: Prof. August Ludwig und Dr. h.c. Ferdinand Gerstung. Zwei Thüringer Bienenpfarrer und ihre Gärten, in: Veröffentlichungen des Naturkundemuseums Erfurt, Band 24 (2005), S. 55–65.
- Otto Gutheil: August Ludwig, in: Blankenhain gestern, heute, morgen. Entwicklungslinien einer liebenswerten Kleinstadt und ihres Umlandes, Selbstverlag Schloßverein Blankenhain 2002, S. 234–236.
- Theophil Gerber: Persönlichkeiten aus Land- und Forstwirtschaft, Gartenbau und Veterinärmedizin. Biographisches Lexikon. Band 1: A–L. 4. Auflage, Nora Verlag, Berlin 2014, S. 463.